# Lars Hartig

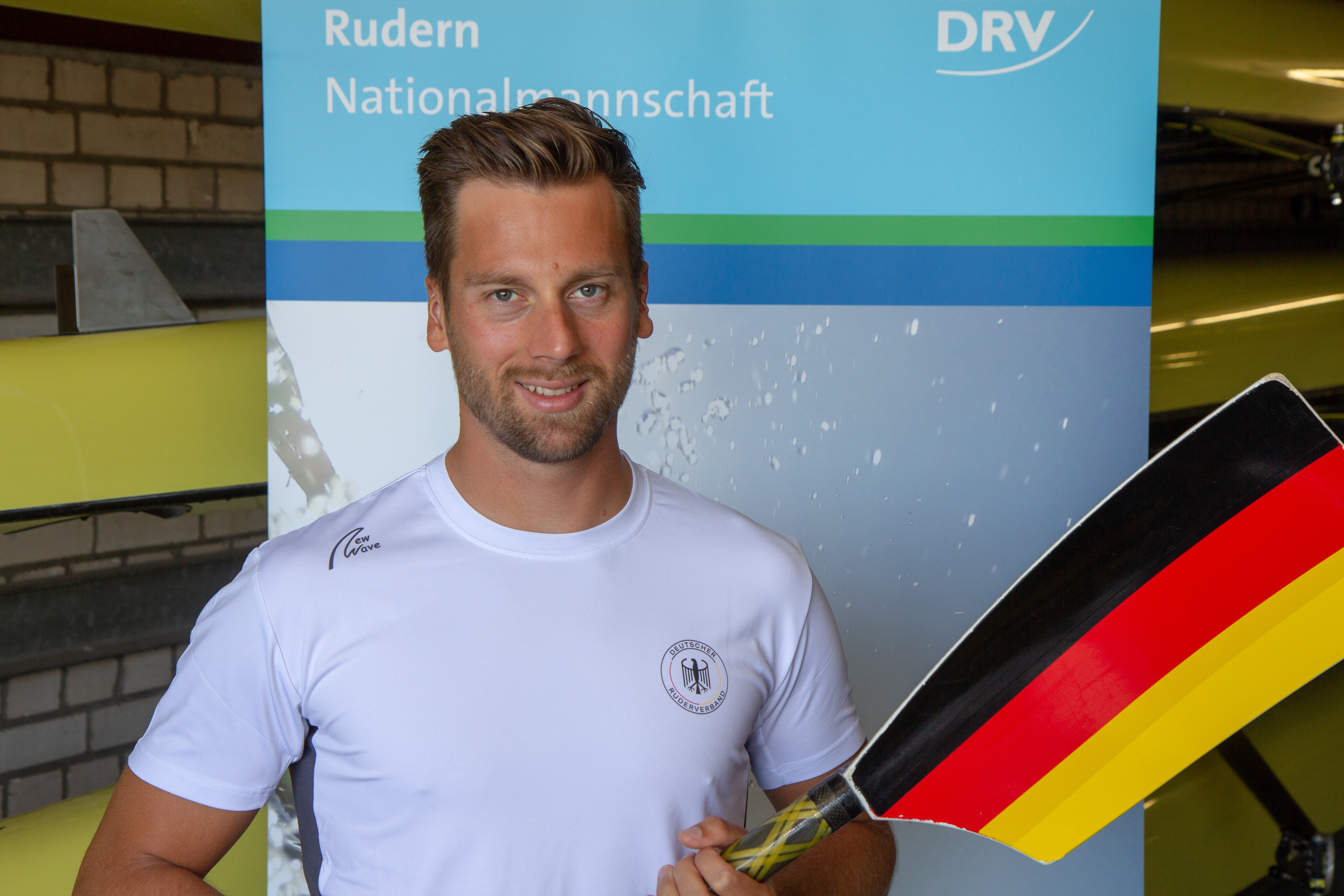
Lars Hartig (2018)

Lars Hartig (* 24. Dezember 1990 in Husum) ist ein deutscher Ruderer. Sein bislang größter Erfolg ist der Sieg bei den Weltmeisterschaften 2010 im Leichtgewichts-Doppelvierer.
Hartig begann 2003 mit dem Rudern. Er qualifizierte sich 2008 für die Junioren-Weltmeisterschaften, wurde dort als Ersatzmann jedoch nicht eingesetzt. 2009, in seinem ersten Jahr in der Altersklasse U23, gewann er als Außenseiter überraschend bei den Deutschen Meisterschaften im Leichtgewichts-Einer der Männer, wobei er zahlreiche ältere und erfahrenere Ruderer hinter sich ließ. In der Folge bildete er einen Doppelzweier mit dem zwei Jahre älteren Christian Hochbruck, gewann überlegen bei den Deutschen Meisterschaften U23 in dieser Bootsklasse und wurde anschließend sowohl für die U23- als auch die A-Weltmeisterschaften nominiert. Bei den U23-Weltmeisterschaften siegte die Mannschaft in neuer Weltbestzeit, bei den Weltmeisterschaften in Posen belegte das Duo anschließend im Finale den vierten Platz.
2010 ruderte Hartig im Doppelzweier zusammen mit dem neuen Deutschen Meister im Leichtgewichts-Einer Linus Lichtschlag. Nach einem zweiten und einem dritten Platz im Ruder-Weltcup gewann die Mannschaft im September bei den Europameisterschaften und ist auch für die Weltmeisterschaften in Neuseeland nominiert. Hier erreichte Hartig an der Seite von Lichtschlag den siebten Platz im Leichtgewichts-Doppelzweier, bevor er zusammen mit Lars Wichert, Jonathan Koch und wiederum Linus Lichtschlag die Weltmeisterschaft im Leichtgewichts-Doppelvierer gewinnen konnte. 2013 und 2014 war er erneut Deutscher Meister im Leichtgewichts-Einer.
Ab 2015 trat Hartig in der offenen Gewichtsklasse an. Bei den Europameisterschaften erreichte er den 13. Platz und bei den Weltmeisterschaften den 14. Platz im Einer. Beim Deutschen Meisterschaftsrudern 2016 gewann er die Bronzemedaille. Nachdem er bei den Europameisterschaften als Ersatzmann dabei war, pausierte er bis einschließlich 2017. 2018 wurden Timo Piontek und Hartig im Doppelzweier Gesamtweltcupsieger. Bei den Weltmeisterschaften holten beide den fünften Platz. 2019 saß er bei zwei internationalen Regatten im deutschen Doppelvierer. Die Mannschaft Karl Schulze, Timo Piontek, Max Appel und Lars Hartig holte bei den Europameisterschaften und im zweiten Weltcuprennen jeweils den vierten Platz.
Hartig startet für die Friedrichstädter Rudergesellschaft von 1926 und wurde 2014 mit dem Commander’s Coin ausgezeichnet. Er studiert Stadtplanung an der HafenCity Universität Hamburg.

## Internationale Erfolge
- 2009: 1. Platz U23-Weltmeisterschaften im Leichtgewichts-Doppelzweier
- 2009: 4. Platz Weltmeisterschaften im Leichtgewichts-Doppelzweier
- 2010: 1. Platz Europameisterschaften im Leichtgewichts-Doppelzweier
- 2010: 1. Platz Weltmeisterschaften im Leichtgewichts-Doppelvierer
- 2011: 4. Platz Weltmeisterschaften im Leichtgewichts-Doppelzweier
- 2012: 6. Platz Olympische Spiele im Leichtgewichts-Doppelzweier
- 2013: 5. Platz Weltmeisterschaften im Leichtgewichts-Doppelzweier
- 2014: 2. Platz Europameisterschaften im Leichtgewichts-Doppelzweier
- 2014: 2. Platz Weltmeisterschaften im Leichtgewichts-Einer
- 2018: 5. Platz Weltmeisterschaften im Doppelzweier
- 2019: 4. Platz Europameisterschaften im Doppelvierer